# Jacksboro (Tennessee)
Pour les articles homonymes, voir Jacksboro.
La ville américaine de Jacksboro est le siège du comté de Campbell, dans l’État du Tennessee. Lors du recensement de 2010, sa population s’élevait à 2 020 habitants.

## Source
- (en) Cet article est partiellement ou en totalité issu de l’article de Wikipédia en anglais intitulé « Jacksboro, Tennessee » (voir la liste des auteurs).